# Севиър (окръг, Юта)
Вижте пояснителната страница за други значения на Севиър.
Окръг Севиър (на английски: Sevier County) е окръг в щата Юта, Съединени американски щати. Площта му е 4968 km², а населението – 21 267 души (2016). Административен център е град Ричфийлд.

## Градове
- Салайна